# Boechera stricta
Boechera stricta är en korsblommig växtart som först beskrevs av Robert Graham, och fick sitt nu gällande namn av Al-shehbaz. Boechera stricta ingår i släktet indiantravar, och familjen korsblommiga växter. Inga underarter finns listade i Catalogue of Life.

## Bildgalleri

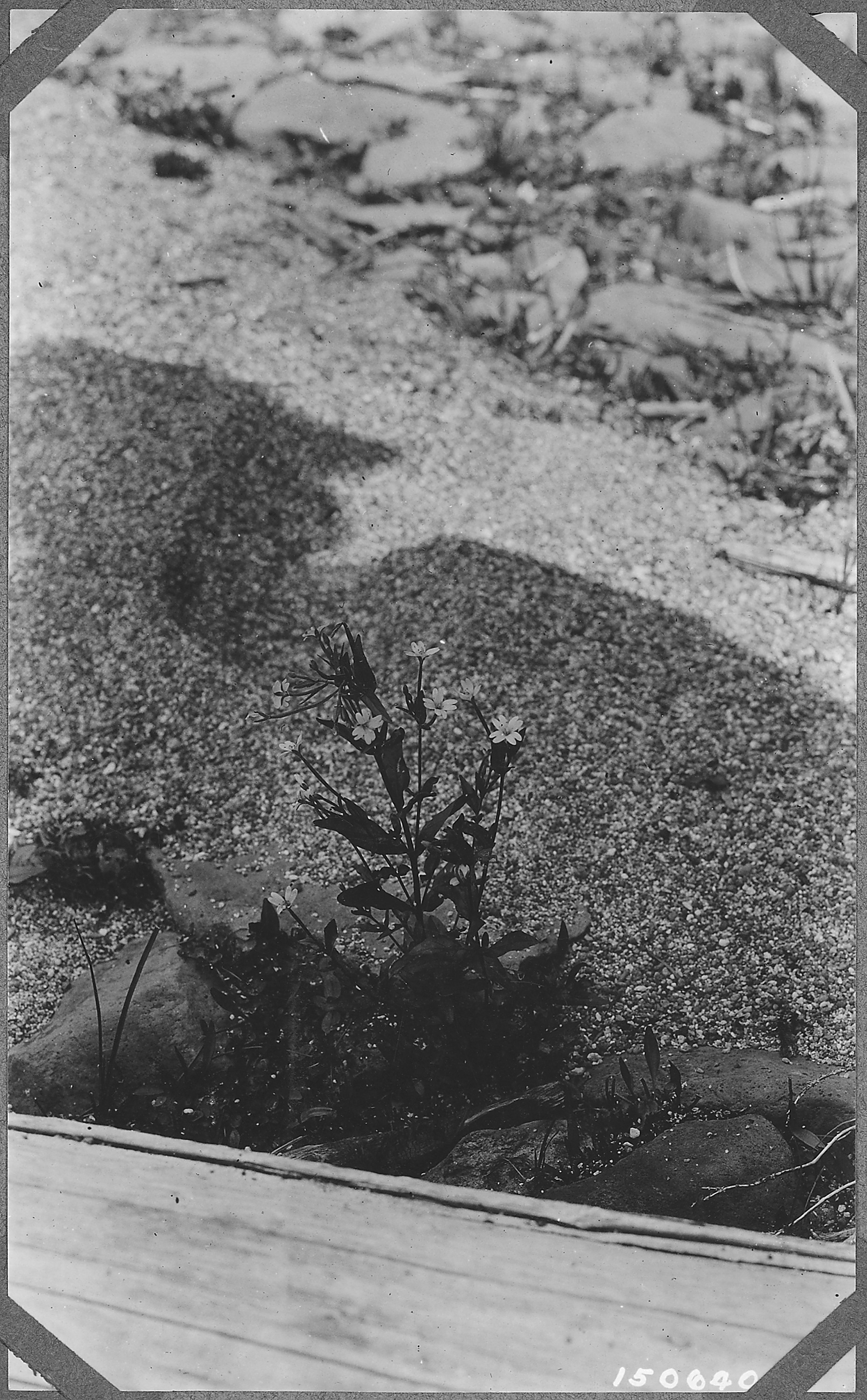
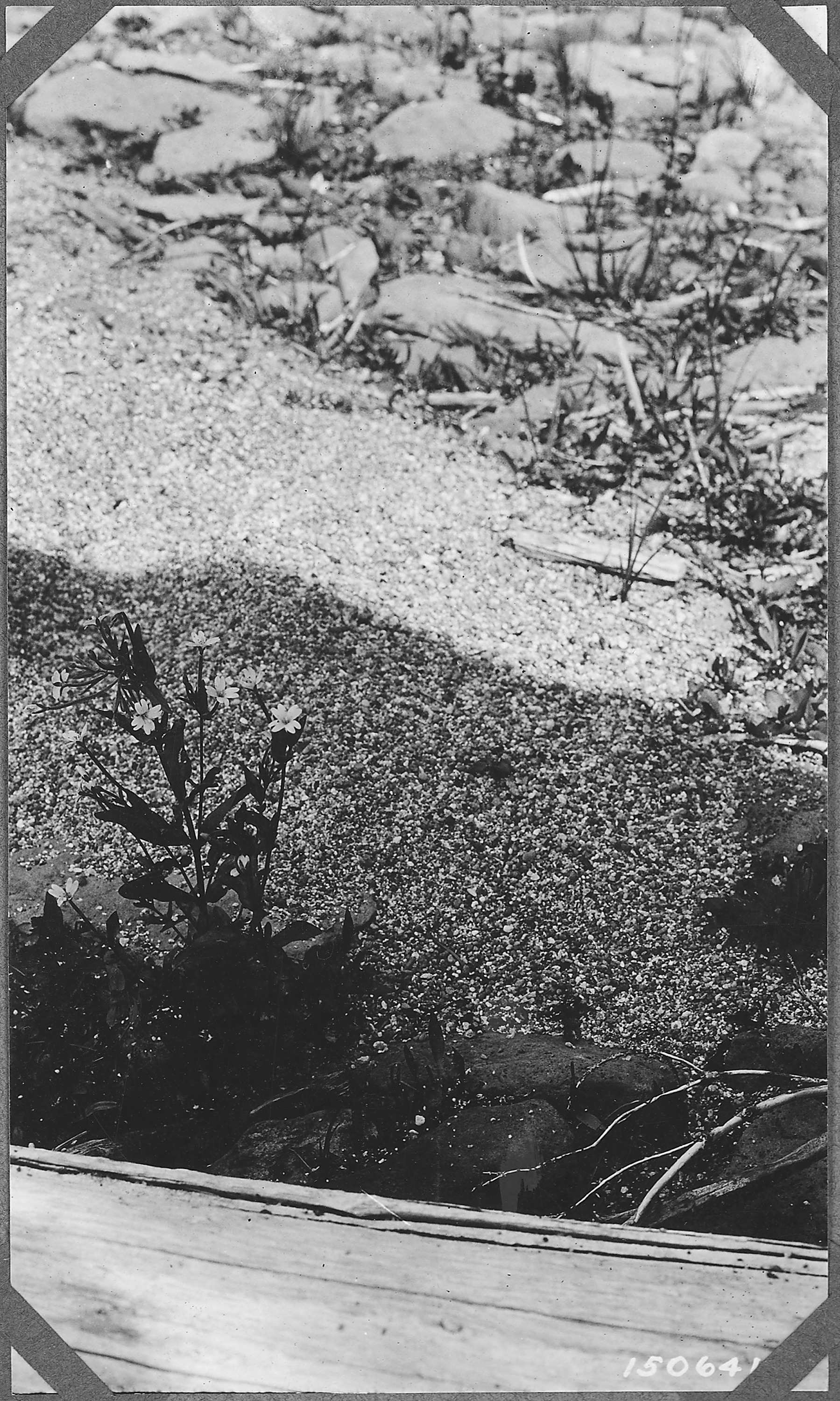